# Deossiribonucleotide
Un desossiribonucleotide è il monomero (o singola unità) di DNA.
Ogni desossiribonucleotide è costituito da tre parti: una base azotata, un zucchero desossiribosio ed uno o più gruppi fosfato.
La base azotata è sempre legata al carbonio 1' del desossiribosio, che si distingue dal ribosio per la presenza di un protone sul carbonio 2' al posto di un gruppo —OH.

Il gruppo fosfato si trova legato al carbonio 5' del desossiribosio.
Quando i desossiribonucleotidi si polimerizzano a formare il DNA, il gruppo fosfato di un nucleotide si lega al carbonio 3' del successivo nucleotide tramite un legame fosfodiestere.
I nuovi nucleotidi vengono sempre aggiunti al carbonio 3' dell'ultimo nucleotide, quindi la sintesi procede dall'estremità 5' alla 3'.